# 野間三郎
野間 三郎（のま さぶろう、1912年5月5日 - 1991年12月4日）は、日本の地理学者。兄は国文学者の野間光辰。

## 経歴
兵庫県神戸市生まれ。1930年、旧制大阪府立高津中学校卒業。1933年、旧制大阪高等学校卒業。1936年、京都帝国大学文学部史学科地理学専攻卒業。1941年京都帝国大学講師。太平洋戦争中、室賀信夫、小牧実繁らと関係していたため、公職追放された。実際には小牧実繁の巻き添えであったという。1946年同大学を退職。
その後、第三高等学校講師、京都新聞社出版部、毎日新聞社調査部を経て、1952年に立命館大学教授。1959年、金沢大学教授。1962年、「近代地理学の潮流 十九世紀地理学史研究」で、京都大学より文学博士の学位を取得。1964年『近代地理学の潮流』で中日文化賞受賞。1968年、金沢大学を退職して東京都立大学教授。1976年、同大学を停年退職、福井大学教授。1978年、福井大学を停年退官、創価大学教授。1985年勲三等瑞宝章を授与された。1988年、同大学を退職。
1991年、老衰のため死去。

## 著書
- 『土耳古、シリア、パレスチナ、トランス・ヨルダン』白揚社 1942、世界地理政治大系 大空社から2005年復刊
- 『世界探検ものがたり』毎日新聞社、毎日少年ライブラリー 1953
- 『地理学のあゆみ』古今書院 1962
- 『近代地理学の潮流 形態学から生態学へ』大明堂 1963

## 共編著
- 『学習受験世界地名辞典』青木良信共著、ミネルヴァ書房 1957
- 『地理学の歴史と方法』松田信、海野一隆共著、大明堂 1959 - 人文地理ゼミナール
- 『生態地理学』編、朝倉書店 1961
- 『生態地理学』岡田真共編、朝倉書店 1981

## 翻訳
- 『空間の理論 地理科学のフロンティア』訳編、古今書院 1976
- ピーター・ハゲット『立地分析』監訳 梶川勇作訳、大明堂 1976